# La casa dell'orrore
La casa dell'orrore (We Are Still Here) è un film del 2015 diretto da Ted Geoghegan.
Pellicola horror statunitense sceneggiata dallo stesso regista Geoghegan.

## Trama
Due mesi dopo la morte del loro figlio Bobby in un incidente stradale, Anne e Paul Sacchetti si trasferiscono in una vecchia casa presso il paese di Aylesbury. Qui lei percepisce di tanto in tanto la voce del figlio e altri segni della sua presenza, mentre lui è scettico al riguardo e si concentra sulla risoluzione di problemi pratici, come un contatto elettrico in cantina che produce un notevole calore. La coppia riceve inoltre una visita da due inquietanti vicini di casa, Dave e Maddie, i quali raccontano loro la storia dei vecchi proprietari, dei becchini accusati di rivendere i cadaveri all'università e per questo banditi dal posto e caduti in disgrazia. La vicina di casa consegna loro un messaggio di nascosto, ammonendoli di andare via il prima possibile.
Dopo un incidente capitato a un elettricista in cantina e ulteriori segni della presenza di Bobby, Anne contatta due amici di famiglia, Jacob e May Lewis: quest'ultima crede nel paranormale e pratica regolarmente alcuni riti, dunque può essere utile per capire cosa sta accadendo. I due erano inoltre genitori del migliore amico di Bobby, che si reca anche lui presso la loro abitazione insieme alla sua fidanzata. Mentre le due coppie di adulti sono a cena fuori, occasione in cui percepiscono un senso di disagio e si sentono osservati dall'intero paese, i ragazzi arrivano a casa e vengono aggrediti da una creatura sovrannaturale, che li uccide entrambi. Al ritorno, gli adulti non si rendono conto di nulla e vanno a dormire come se niente fosse, tuttavia May percepisce la presenza in casa di qualcosa che si finge Bobby.
Nel frattempo, la coppia di vicini di casa si precipita al pub dove i quattro hanno cenato. Dopo aver sparato a una cameriera, lui carpisce informazioni sui Sacchetti e i loro amici e si rivela determinato ad impedire loro di andare via dalla casa: qualora l'oscurità non avrebbe una nuova famiglia di cui sfamarsi, attaccherebbe nuovamente l'intera cittadina. Il giorno dopo, mentre le due donne fanno colazione fuori e incontrato proprio lo strano vicino, gli uomini restano a casa e tentano una seduta spiritica: Jacob viene quindi posseduto da Lassander Dagman, il vecchio proprietario della casa. Al rientro delle donne, questi rivela a May della morte di suo figlio, dopo di che uccide lo stesso Jacob davanti ai suoi occhi. Nel frattempo Maddie, moribonda probabilmente a causa di suo marito, telefona e rinnova il suo invito a scappare.
La folla di paesani inferociti invade la casa per costringere i superstiti a non scappare. Ne deriva una strenua lotta fra le parti, in cui May viene assassinata ma Anne riesce a difendersi molto abilmente, finendo per uccidere anche la proprietaria della taverna. Nel frattempo Dave discute con l'oscurità, chiedendosi perché non avesse ucciso i nuovi inquilini nell'arco delle ultime due settimane e intimandole di farlo, di rispettare dunque i patti presi molti anni prima. Quando tuttavia Anne e Paul si ritrovano al cospetto di Dave e dell'oscurità, quest'ultima invece di attaccare la donna decide di eliminare l'uomo. Gli spiriti della famiglia lasciano la casa, finalmente soddisfatti. Anne sente la voce di Bobby che la chiama ed entra nella cantina, seguita da Paul. Mentre sbircia giù per le scale, Paul sorride e dice "Ehi Bobby".

## Produzione
Il film nasce con l'intenzione di omaggiare il film di Lucio Fulci Quella villa accanto al cimitero.L'ambientazione scelta per l'opera è tuttavia quella di Aylesbury, Massachusetts, località facente parte dell'universo narrativo di H.P. Lovecraft.
Si tratta dell'opera prima di Ted Geoghegan come regista, sebbene il cineasta avesse già lavorato come sceneggiatore e in varie altre vesti nel mondo del cinema. Le riprese si sono svolte nella città di Rochester e nei paesi di Palmyra e Shortville, tutti facenti parti dello stato di New York.

## Colonna sonora
La colonna sonora del film è stata composta da Wojciech Golczewski e pubblicata sotto forma di album il 7 luglio 2015 dall'etichetta discografica Screamworks Records.

## Distribuzione
Presentato in anteprima al festival South of Southwest nel marzo 2015, il film è stato distribuito a partire dal giugno successivo.

## Accoglienza
Sull'aggregatore Rotten Tomatoes il film riceve il 95% delle recensioni professionali positive con un voto medio di 7,09 su 10 basato su 43 critiche, mentre su Metacritic ottiene un punteggio di 65 su 100 basato su 7 critiche.